# Cratere Mellish
Mellish  è un cratere sulla superficie di Marte.